# Cuphead
Cuphead — відеогра жанрів «біжи і стріляй» і платформера, створена канадською компанією StudioMDHR Entertainment. Видана для Windows і Xbox One 29 вересня 2017 року, для macOS 19 жовтня 2019, та для Nintendo Switch 17 квітня 2019 року.
Гра виконана в комічному стилі анімації Disney 1930-х років та оповідає про пригоди двох чоловічків — Капгеда і Маґмена, що повинні вчасно перемогти низку ворогів аби врятувати свої душі від Диявола.
Творці гри, брати Чед і Джаред Молденгауери, надихнулися стилем анімації в стилі гумового шланга золотої доби американської анімації та сюреалістичними роботами Walt Disney Animation Studios, Fleischer Studios, Warner Bros. Cartoons, MGM Cartoon Studio та Walter Lantz. Нагадуючи естетику 1930-х років та епохи джазу, гра відома своєрідними анімацією та саундтреком: усі ігрові ресурси використовували намальовану від руки анімацію з навмисними помилками, а саундтрек був написаний джазовим гуртом.
Cuphead було анонсовано 2013 року, а представлено на E3 2014, гру випущено 2017 року ексклюзивно для Windows і Xbox One, згодом додано версії для інших операційних систем. Гра мала комерційний успіх, було продано 2 млн копій протягом двох тижнів після релізу та 6 млн за два роки. Cuphead отримала визнання за художній стиль, геймплей, саундтрек і складність процесу. Саундтрек гри критики називали одним із найкращих за всі часи, а саму гру — однією з найскладніших відеоігор, коли-небудь створених. Гра отримала кілька нагород, у тому числі три Game Awards, три D.I.C.E. та премію Британської академії ігор. Доповнення Cuphead: The Delicious Last Course було випущено 30 червня 2022 року. Прем'єра мультсеріалу Netflix, заснованого на грі, The Cuphead Show!, відбулася в лютому 2022 року.

## Ігровий процес

### Основи
Головний герой, Капгед — це чоловічок з головою-чашкою (англ. cup — чашка), що стріляє з пальця по численних ворогах. Він рухається наповненими перешкодами рівнями зліва направо, може бігати, стрибати, присідати, уникаючи при цьому зіткнень з ворогами та їхніх пострілів. Успішні парирування атак (відбивання підсвічених об'єктів долонею) заповнюють спеціальну шкалу, яка дозволяє здійснити спеціальну атаку. На рівнях трапляються монети, за які потім здійснюються покупки інших атак і корисних предметів. При грі вдвох другий гравець керує аналогічним до Капхеда персонажем Маґменом (англ. Mugman, від англ. mug — кухлик).
Переміщення між рівнями відбувається на карті місцевості, що має розгалужені шляхи. Гравець може обирати до якого з декількох рівнів вирушити. На карті розташовані і магазини, де за монети купуються звичайні та спеціальні атаки. Рівні поділяються на виконані в стилі «біжи і стріляй» з рядовими ворогами та рівні з босами, де позиція героя більш фіксована. По закінченню рівня виводиться звіт зі статистикою успіхів гравця.

### Предмети
За монети в магазинах можна придбати корисні предмети, що екіпіруються персонажем і наділяють його додатковими здібностями:
- Точильний брусок (англ. Whetstone) — дозволяє відбивати постріли ворогів назад.
- Парирувальний цукор (англ. Parry Sugar) — екіпірувавши його, персонаж автоматично парирує атаки під час стрибка.
- Димова бомба (англ. Smoke Bomb) — наділяє здатністю здійснювати ривки, під час яких персонаж прихований і невразливий.
- Кава (англ. Coffee) — автоматично поступово заповнює шкалу спеціальної атаки, коли персонаж не атакує.
- Серце (англ. Heart) — наділяє більшим запасом здоров'я, але послаблює атаки на 5 %.
- Два серця (англ. Twin Hearts) — наділяє ще більшим запасом здоров'я, але послаблює атаки на 10 %.

## Сюжет
Капгед і Маґмен — брати-чашки, що не послухавшись попереджень старого Чайника вирушають до казино. Ним керує Диявол і коли брати майже виграють джекпот, він підмовляє поставити власні душі. Капхед і Маґмен програють та благають не забирати їхні душі. Диявол погоджується помилувати їх, якщо ті зберуть до опівночі наступної доби контракти на душі, викрадені іншими боржниками. Коли брати повертаються додому, Чайник дає їм зілля, що дозволяє стріляти з пальців і Капгед з Маґменом вирушають на пошуки.
Брати забирають контракти Картоплини, Цибулини та Моркви в саду, а в лісі — згустка слизу Ґупі ля Ґранде. В барі вони перемагають жаб-боксерів Ріббі і Крокса, а потім у повітрі дирижабль Гільду Берґ і в лісі гвоздику Каґні. Потім відбирають контракти в баронеси фон Бон Бон в землі солодощів Шугарленді, клоуна Беппі в луна-парку, джина Джиммі, птаха Воллі Ворблс і дракона Ґріма Сірника. Їм вдається добути контракт королеви бджіл Ганібаттомс, капітана Брайніберда, кота Вернера Вермана. На звалищі вони долають робота божевільного доктора Кагла, а в морі сирену Калу Марію. Далі вони отримують контракти актриси Саллі Стейджплей і Потяга-привида.
Прийшовши в казино, брати зустрічають шоумена Короля Кубика, що намагається зупинити їх, боячись, що коли вони здолали всіх боржників, то позбудуться і Диявола. Кубик викликає на підмогу своїх спільників, але всі вони врешті програють. Потім брати стикаються з самим Дияволом. Від результатів бою залежить фінал гри.
Хороший фінал. Перемігши Диявола, брати спалюють усі контракти, про що повідомляють боржникам. Ті приєднуються до святкування, де Чайник пишається Капгедом і Маґменом. Наприкінці оповідач натякає на продовження.
Поганий фінал. Якщо Капхед і Маґмен програють, або добровільно віддають контракти боржників, Диявол заволодіває їхніми душами та перетворює на своїх слуг. Одержимі злом, вони регочуть разом з Дияволом, який обіцяє, що тепер у них «добіса часу».

## Розробка

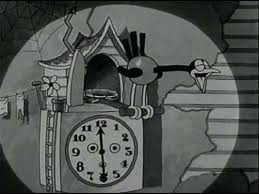
Анімація 1930-х, що наслідується в Cuphead

Cuphead розроблялася незалежною студією StudioMDHR Entertainment і стала її першою відеогрою. Студія початково складалася з двох братів Чада і Джареда Молденгауерів. Пізніше до них приєдналась дружина Чада Марія як продюсерка і художниця. Розробка гри почалася в 2012 році та відбувалася вдома у розробників в Онтаріо. Джерелами натхнення слугували мультфільми першої половини XX століття, передусім Disney, Fleischer Studios, Аба Айверкса, Гріма Натвіка і Вілларда Боускі, особливо про Бетті Буп, Міккі та Мінні Маус і «Кумедні симфонії». Перші спроба створити відеогру відбулася в братів у 2000 році, але тоді їм не вистачило ресурсів. Це мали бути гра в стилі Contra і мальована гра про ніндзя. Брати вирішили спробувати ще раз після успіху інді-ігри Super Meat Boy, розробленої Team Meat в 2010 році. Зразками слугували Contra, Mega Man і Super Mario World.
Молденхауери планували Cuphead як складну «ретро-гру», в якій основна увага приділяється геймплею, а не сюжету. Вони задумали відмовитися від типового сюжету виду «діва в біді», натомість Капхед постійно створює проблеми самому собі. Розробники планували перевершити Світовий рекорд Ґіннеса за кількість битв c босами в грі жанру run-and-gun, маючи більше 30 босів у грі, в той час як попередній рекорд був поставлений з 25.
Багато графіки для гри було виконано вручну, а книга, з розкриття якої починається сюжет, була створена в натуральну величину. Фони малювалися акварельними фарбами, а анімація виконувались покадрово чорнилом на прозорій плівці, після чого оцифровувались і розфарбовувались на комп'ютері. Загалом було створено 45000 шарів плівки, що робить Cuphead відеогрою з найбільшою кількістю ручної анімації. Початково гра розроблялася на XNA framework, але в 2014 її рушієм було обрано Unity, адже він одразу мав зручні інструменти для 2D анімації та дозволяв швидко портувати гру на різні платформи.
На 2015 рік студія вже складалася з 15-и людей, включаючи 5-х художників. Хоча Cuphead була показана під час прес-конференції Xbox на Electronic Entertainment Expo (E3) 2014 року, на виставці в неї не можна було зіграти. На E3 2017 відбувся анонс дати виходу — 29 вересня 2017 року.

## Мультсеріал
У липні 2019 року було анонсовано мультсеріал «Пригоди Капхеда» (англ. The Cuphead Show!) за мотивами гри, що транслюватиметься Netflix. Вихід відбувся 18 лютого 2022 року на Netflix. Він налічує 3 сезони, що передують подіям гри.

## Оцінки й відгуки
| Агрегатор  | Оцінка                             |
| ---------- | ---------------------------------- |
| Metacritic | PC: 88/100 XONE: 86/100 NS: 87/100 |

| Видання                   | Оцінка |
| ------------------------- | ------ |
| Destructoid               | 9.5/10 |
| Edge                      | 8/10   |
| Electronic Gaming Monthly | 9.5/10 |
| Game Informer             | 8/10   |
| GameSpot                  | 8/10   |
| GamesRadar+               | [ 24 ] |
| Giant Bomb                | [ 25 ] |
| IGN                       | 8.8/10 |
| PC Gamer (США)            | 86/100 |
| Polygon                   | 8.5/10 |
| VideoGamer.com            | 8/10   |

Cuphead зібрала загалом позитивні відгуки та здобула на агрегаторі Metacritic середню оцінку 88 балів зі 100 для ПК, 86 зі 100 для Xbox One та 87 зі 100 для Nintendo Switch. Загальним було визнання видатного візуального стилю та складності гри.
Giant Bomb відзначили складність гри, що робить її «грою не для всіх», але також спонукає повторно проходити рівні. Особливі похвали стосувалися стилю, виконаному в традиціях раннього Діснею, а Капхед порівнювався з Міккі Маусом. «Насичений геймплей, що супроводжується неймовірно добре реалізованою естетикою, робить геймплейний досвід справді незабутнім».
Згідно Game Informer, Cuphead — гра з найпримітнішим візуальним стилем за останні роки, що наслідує найкращі (і найдивніші) мультфільми 1920-30-х. Крім того відзначалася музика тих років у жанрах реґтайму та діксіленду. Вони сповна компенсують складність гри, що змушує як «сміятись, так і скреготати зубами». GameSpot назвали Cuphead «Вражаючим відродженням забутої форми мистецтва з відчуттям сучасності».
Згідно рецензії PC Gamer, «Величезна частина привабливості Cuphead полягає в очікуванні того, яка чудернацька химерність чекає на вас далі».